# Rhionaeschna cornigera
Rhionaeschna cornigera är en trollsländeart som först beskrevs av Brauer 1865.  Rhionaeschna cornigera ingår i släktet Rhionaeschna och familjen mosaiktrollsländor. Inga underarter finns listade i Catalogue of Life.